# Chiesa di Sant'Andrea Apostolo (Pavone Canavese)
La chiesa di Sant'Andrea Apostolo è la parrocchiale di Pavone Canavese, in città metropolitana di Torino e diocesi di Ivrea; fa parte della vicaria Pedemontana-Valchiusella-Valle Dora.

## Storia
Nel 1807 venne demolita l'antica chiesa pavonese, al cui posto iniziarono il 30 novembre 1809 i lavori di costruzione della nuova parrocchiale; l'edificio, in stile neoclassico, fu portato a compimento nel 1826.
Tra il 1927 e il 1928 la chiesa venne interessata da un intervento di consolidamento e nel 1975, in ossequio alle norme postconciliari, si provvide a realizzare l'ambone e l'altare rivolto verso l'assemblea.
La copertura dell'edificio fu al centro di un lavoro di manutenzione tra il 1990 e il 1991 e invece tra il 2013 e il 2014 la facciata venne restaurata.

## Descrizione

### Esterno
La facciata a capanna della chiesa, che volge a mezzogiorno, presenta centralmente il portale d'ingresso, sormontato da un timpano e dall'iscrizione "DOM in honorem D. Andreæ Ap. MDCCCXXVI", e sopra una finestra a lunetta ed è scandita da quattro colonne giganti d'ordine ionico poggianti su alti basamenti e sorreggenti la trabeazione e il frontone triangolare.
Annesso alla parrocchiale è il campanile a base quadrata, la cui cella presenta su ogni lato una monofora sormontata da un frontoncino ed è coronata dalla cupola a cipolla.

### Interno
L'interno dell'edificio si compone di un'unica grande navata, abbellita da affreschi e da decorazioni fitomorfe, sulla quale si affacciano i bracci del transetto; al termine dell'aula si sviluppa il presbiterio, a sua volta chiuso dall'abside semicircolare.
Qui sono conservate diverse opere di pregio, tra le quali la statua lignea con soggetto la Vergine Maria, l'organo, costruito da Felice Bossi nel 1855, e due splendidi altari laterali.